# Conferência Geográfica de Bruxelas
A Conferência Geográfica de Bruxelas, oficialmente chamada Conferência Internacional de Geografia foi realizada em setembro de 1876, no Palácio Real de Bruxelas, por iniciativa do rei Leopoldo II da Bélgica.

## Antecedentes
Em 1875, a Bélgica, então em franco processo de crescimento populacional e industrialização,  começou a abrir postos comerciais e científicos na África Central. Para disfarçar as suas pretensões coloniais, Leopoldo II reuniu 40 peritos, destacados por seus conhecimentos geográficos ou por suas conexões filantrópicas, para uma conferência em que se discutiriam formas de "abrir para a civilização a única parte do globo ainda infensa a ela". Entre os convidados estavam o explorador alemão Gustav Nachtigal e o diplomata britânico Rutherford Alcock.
Os objetivos oficiais da Conferência, assim, incluíam o traçado de rotas comerciais na África e a elaboração de estratégias para obter a paz entre chefes tribais e a abolição do tráfico de escravos.

## Consequências
Ao fim da conferência, foi proposta a criação da Associação Internacional Africana, igualmente com o pretexto de "civilizar" a África. Também foi fundado o Comitê de Estudos do Alto Congo, formado por empresários britânicos e neerlandeses, além de um banqueiro belga, representante de Leopoldo II. As duas iniciativas foram o embrião do estabelecimento do Estado Livre do Congo, que seria reconhecido na Conferência de Berlim de 1885.
Portugal, que só havia sido convidado para a conferência na última hora, adotou em seguida uma postura mais agressiva, promovendo expedições que levaram à anexação de diversas propriedades rurais quase independentes em Moçambique, em 1880.